# Sanga (Nigeria)
Sanga è una delle aree a governo locale (local government areas) in cui è suddiviso lo stato di Kaduna, in Nigeria. Estesa su una superficie di 781 chilometri quadrati, conta una popolazione di 149.333 abitanti.